# Nokia Lumia 1520
Nokia Lumia 1520 — сотовый телефон, разработанный компанией Nokia и работающий под управлением операционной системы Windows Phone 8 с возможностью обновления до Windows 10 mobile. Смартфон был представлен 22 октября 2013 года на мероприятии в Абу-Даби. Смартфон оснащён сверхчувствительным 6-дюймовым экраном c разрешением Full HD (1920x1080). Дисплей выполнен по технологии ЖК IPS и защищён прочным стеклом Corning Gorilla Glass 2. Также в аппарате установлен четырёхъядерный процессор с частотой 2,2 GHz. Телефон поддерживает индукционную зарядку по стандарту Qi. Смартфон оснащён основной PureView-камерой с разрешением 20 мегапикселей и системой оптической стабилизации. В аппарате установлено 32 Гб памяти с возможностью расширения картами microSD объёмом до 64 Гб.

## Характеристики

### Корпус, клавиши
Корпус выполнен из цельного куска прокрашенного в массе поликарбоната. На момент релиза доступны четыре цвета: жёлтый, красный, чёрный, белый. Клавиши сделаны из циркониевой керамики с алмазным напылением. Габаритные размеры: длина — 162,8 мм; ширина — 85,4 мм; толщина — 8,7 мм.

### Процессор, память
Смартфон работает на четырёхъядерном процессоре Qualcomm Snapdragon 800 MSM8974 с частотой 2,2 GHz и графическим процессором Qualcomm Adreno 330, объём встроенной оперативной памяти равен 2 Гб.
Объём встроенной памяти составляет 32 Гб. Пользователю доступно порядка 29 Гб и ещё 15 Гб в облачном хранилище OneDrive. Слот для карт памяти до 64 Гб присутствует.
При этом смартфон фактически поддерживает карты памяти 128 Гб.

### Экран
В Lumia 1520 установлен IPS-экран с разрешением Full HD (1920x1080) и соотношением сторон 16:9. Помимо этого, в экране смартфона имеется поляризационный слой «ClearBlack», что позволяет избежать выцветания экрана и повысить его читаемость на солнце. Экран защищен закаленным стеклом Gorilla Glass 2 со скругленными краями.

### Связь
Lumia 1520 оснащена модулем 4G и 3G, NFC. Также имеется модуль Wi-Fi 802.11 a/b/g/n/ac, поддержка DLNA, устройство может выступать в роли роутера с помощью функции «Общий интернет» (Wi-Fi HotSpot), поддерживается Bluetooth 4.0 и USB v2.0

### Индукционная зарядка, питание
Телефон поддерживает беспроводную индукционную зарядку по стандарту Qi. Смартфон может быть размещен на специальном зарядном устройстве и заряжаться без подключения проводом. Кроме того, существуют дополнительные аксессуары с функцией беспроводной зарядки, такие, как колонка JBL PowerUp (Nokia MD-100w) и беспроводная зарядная подставка Nokia DT-910.

### Камера
При использовании штатного приложения «Nokia Камера» обеспечивается три режима съемки. Первый режим — JPEG (5 Мп). В двух других разрешение снимков варьируется в зависимости от выбранного соотношения сторон — 4:3 или 16:9. Таким образом, можно выбрать ещё режим «JPEG (5 Мп) + JPEG (19 Мп или 16 Мп)» и «JPEG (5 Мп) + DNG (19 Мп или 16 Мп)». Таким образом, впервые в смартфонах линейки Lumia реализована работа с RAW. В форматах 4:3 и 16:9 камера выдает «малые JPEGи» примерно на 5 Мп, но при этом соотношение сторон у них разное — 2592х1936 (5,0 Мп) и 3072х1728 (5,3 Мп), соответственно. У «хайрезов» размер в формате 4:3 — 4992х3744 (18,69 Мп), а в 16:9 — 5376х3024 (16,25 Мп). В смартфоне применяется оптическая стабилизация второго поколения.

#### Сенсор
В основной камере 20.7 Мп BSI CMOS-матрица формата 1/2,5 дюйма с разрешением 5376х3744 точек.

#### Линза
Как и в модели Lumia 1020, увеличилось и количество линз с пяти до шести, используемых в объективе. Объектив Carl Zeiss Tessar имеет фиксированное фокусное расстояние 26 мм и максимальную диафрагму f/2.4 — одну из самых широких в камерофонах.

#### Вспышка
Двойная светодиодная вспышка. 

#### ПО
В Lumia 1520 появилась возможность снимать два фото одновременно: полноразмерное (точнее, 16 Мп формата 16:9), и в разрешении 5 Мп для выкладывания в социальные сети. Вместо Pro Camera появилось Nokia Camera, объединяющее Pro Camera и Smart Camera; помимо привычных ручных настроек (ISO, Баланс Белого, Экспозиция и так далее), предлагает уникальную функцию — ручную настройку фокусировки.

## Операционная система
Nokia Lumia 1520 выпускалась под управлением операционной системы Windows Phone 8 c предустановленным обновлением Lumia Black с возможностью обновления до Windows 10 mobile. Как и все смартфоны линейки Lumia, модель 1520 продается с предустановленными эксклюзивными приложениями Nokia.
В российской версии доступны приложения Nokia Транспорт, Nokia Карты, Nokia Навигатор и Музыка Nokia. Остальные приложения могут быть загружены в специальном разделе Магазина — Эксклюзивы Nokia.

### Новые функции в обновлении Lumia Black
Помимо того, что с обновлением GDR 3 Windows Phone 8 стал поддерживать Full HD-экраны и 4-ядерные процессоры, появилось ещё несколько функций. В режиме многозадачности появилась возможность закрыть определенную программу нажатием пиктограммы [X]. Также появилась опция отключения поворота экрана. На телефонах с диагональю, большей, чем 5 дюймов, к двум столбцам плиток на главном экране теперь можно добавить третий столбец.

### Новые функции в обновлении Lumia Denim
В обновлении Lumia Denim добавилась функция активации голосового помощника Cortana фразой «Hey, Cortana!». Cortana сможет отслеживать ваше местоположение, определять географические области, в которых вы находитесь. Также пользователи получили масштабные изменения и нововведения в области программного обеспечения камеры. Согласно заявлениям Microsoft, приложение Камера стала работать гораздо быстрее, кроме того, увеличилась скорость создания снимка. С обновлением появилась возможность снимать видео в разрешении 4K и делать снимки одновременно. Также пользователь сможет извлечь отдельные фотографии из уже снятого видео.

## Критика
Несмотря на то, что в телефоне установлен модуль Wi-Fi стандарта AC и поддерживается работа в 5Ghz, телефон способен работать только на следующих каналах: 165,161,157,153,149, хотя эти каналы запрещены к использованию на территории РФ.